# Jingle Jangle: A Christmas Journey
Jingle Jangle: A Christmas Journey is een Amerikaanse kerstmusical fantasyfilm uit 2020. De film werd geschreven en geregisseerd door David E. Talbert. De choreografie is van Ashley Wallen en de hoofdrollen worden vertolkt door Forest Whitaker, Keegan-Michael Key, Hugh Bonneville, Anika Noni Rose, Phylicia Rashad, Lisa Davina Phillip, Ricky Martin en Madalen Mills. De film, die oorspronkelijk was gepland als toneelproductie, ontving 10 nominaties bij de 52e NAACP Image Awards, wat het hoogste aantal was dat in voorgaande jaren door een film werd gehouden die gelijk stond aan Black Panther en The Best Man. Dit record werd opgevolgd door The Color Purple, die vier jaar later het aantal nominaties overtrof. De film werd op 13 november 2020 uitgebracht op Netflix.

## Verhaal
Jeronicus Jangle, een uitvinder, speelgoedmaker en eigenaar van Jangles and Things, ontvangt het laatste onderdeel van zijn nieuwste uitvinding waarvan hij denkt dat het zijn leven en dat van zijn familie voor altijd zal veranderen. Dit onderdeel kan speelgoed tot leven brengen, het eerste is Diego de matador. Jeronicus viert Kerstmis met zijn familie en laat Diego en de winkel achter onder de hoede van zijn leerling Gustafson. Diego is overstuur als hij hoort dat hij massaal geproduceerd zal worden, waardoor hij zijn uniciteit verliest. Hij weet Gustafson, zelf een aspirant-uitvinder, ervan te overtuigen om wraak te nemen op Jeronicus door Diego en zijn boek met uitvindingen mee te nemen. Zonder bewijs van Gustafsons acties om aan de politie te laten zien, komt Jangles and Things in financiële problemen terwijl Gustafson zijn eigen fabriek begint. Na de dood van zijn vrouw Joanne, raakt Jeronicus vervreemd van zijn dochter Jessica, die verhuist.
30 jaar later is Jangles and Things een failliete pandjeshuis en Jeronicus is zijn creatieve vonk volledig kwijt. Hij krijgt bezoek van postbode Ms. Johnston die sympathie heeft voor zijn benarde situatie en verliefd op hem is terwijl ze probeert hem op te beuren. Jeronicus krijgt bezoek van bankier Mr. Delacroix die hem vertelt zijn schulden te betalen of een nieuwe uitvinding te maken om voor Kerstmis aan de bank te laten zien of zijn winkel te verliezen.
Ondertussen wordt onthuld dat Jessica nu een dochter heeft genaamd Journey die Jeronicus' passie voor uitvinden deelt. Er komt een brief van Jeronicus voor Jessica aan en Jessica stuurt Journey om bij hem te blijven tot Kerstmis. Bij aankomst lijkt Jeronicus niet geïnteresseerd in haar, maar stemt ermee in om haar te laten blijven. Gustafson, nu een beroemde speelgoedmagnaat, heeft alle uitvindingen uit Jeronicus' boek uitgeput. Op een feestje onthult Gustafson een stuk speelgoed van zijn eigen ontwerp dat hij heeft geprobeerd te perfectioneren, genaamd de Twirly Whirly, maar het werkt niet goed en valt een van de gasten aan. Diego overtuigt Gustafson om nog een uitvinding van Jeronicus te stelen.
Jeronicus is druk bezig met zijn volgende speeltje, The Buddy 3000, waarvan Journey ontdekt dat het bedacht en ontworpen is door Jessica, en ze besluit het aan de praat te krijgen. Die nacht wordt Journey in Jeronicus' werkplaats betrapt door zijn assistent, Edison. Samen vinden ze Buddy's lichaam in Jeronicus' werkplaats, en nadat ze het mechanisme hebben geplaatst waar Jeronicus aan werkte, komt Buddy tot leven. Jeronicus hoort de commotie en gaat naar binnen, waardoor Buddy zich afsluit. Nadat hij Journey naar bed heeft gestuurd, klaagt hij over zijn vervreemding van zijn dochter, het verlies van zijn vrouw en de herinneringen die hij vroeger met hen deelde.
Journey en Edison ontdekken dat Buddy is gestolen door Gustafson. Ze weten Gustafsons fabriek te infiltreren, waar hij een mislukte onthulling van Buddy uitvoert. Gustafson beveelt Buddy te vernietigen, maar Journey en Edison weten hem terug te halen voordat het kan gebeuren. Nadat hij zich realiseert dat Journey en Edison vermist zijn, gaat Jeronicus naar de fabriek. Met hulp van Jeronicus en Buddy kunnen Journey en Edison ontsnappen uit de fabriek, maar Buddy raakt hierdoor ernstig beschadigd. Mevrouw Johnston arriveert om hen te helpen ontsnappen aan Gustafson en zijn bewakers.
Journey vertelt Jeronicus dat ze namens hem aan Jessica heeft geschreven, omdat ze hem wilde leren kennen. Omdat hij het goed wil doen voor Journey en Jessica, die in de stad arriveert om Journey op te halen, gaat hij aan de slag om Buddy te repareren. Jessica confronteert Jeronicus met zijn verwaarlozing van haar, hoewel hij haar honderden ongestuurde brieven onthult die hij zichzelf er niet toe kon brengen te versturen. Nadat ze het goed heeft gemaakt, helpt Jessica Jeronicus om Buddy 's nachts te repareren.
Jeronicus en zijn familie worden geconfronteerd met Gustafson, Diego en de politie, en beschuldigd van het stelen van Buddy van hem, hoewel Journey dit ontkent. Jeronicus verwijdert het levengevende onderdeel van Diego voor herprogrammering. Terwijl Gustafson wordt gearresteerd, geeft Jeronicus Gustafson het ontbrekende onderdeel voor zijn Twirly dat hij hem jaren geleden wilde geven, wat hij zou hebben gegeven als hij geduldig was geweest. Meneer Delacroix arriveert in de winkel en ziet Buddy, en belooft Jeronicus financiering te geven voor elke uitvinding die hij wil maken.
Het verhaal wordt verteld door een oudere Journey aan haar kleinkinderen en ze onthult een nog steeds functionele Buddy aan hen. Ze vliegt ze naar de fabriek van Jangle waar ooit de fabriek van Gustafson stond. Aan het eind van de aftiteling, een boekmontage van Jangles and Things die weer in bedrijf gaan, Gustafson die eindelijk zijn Twirly Whirly in zijn cel perfectioneert, Diego's pop die massaal wordt geproduceerd en de opening van Jangle's fabriek.

## Personages
- Jeronicus (Forest Whitaker), een speelgoedmaker en uitvinder en eigenaar van Jangles and Things
- Young Jeronicus (Justin Cornwell)
- Journey (Madalen Mills), de kleindochter van Jeronicus
- Grootmoeder van Journey (Phylicia Rashad)
- Gustafson (Keegan-Michael Key), de leerling van Jeronicus
- Young Gustafson (Miles Barrow)
- Mr. Delacroix (Hugh Bonneville), een bankier
- Jessica (Anika Noni Rose), de dochter van Jeronicus en de moeder van Journey
- jonge Jessica (Diana Babnicova)
- De stem van Don Juan Diego (Ricky Martin), een voelende matadorpop
- Mevrouw Johnston (Lisa Davina Phillip), een postbode
- De zangstem van mevrouw Johnston (Marisha Wallace)
- Edison (Kieron L. Dyer), de assistent van Jeronicus
- Joanne (Sharon Rose), de vrouw van Jeronicus
- Rogers (Abraham Popoola)
- Stem van Buddy 3000 (Tobias Poppe), een speelgoedrobot gemaakt door Jeronicus
- Speelgoedkoper (Momo Yeung)

## Productie
Op 7 december 2017 kocht Netflix een pitch van David E. Talbert met de titel Jingle Jangle, waarbij Talbert tekende om de kerstmusical te schrijven en regisseren. Op 17 september 2018 werd aangekondigd dat John Legend en Mike Jackson tekenden als producenten naast David E. Talbert en Lyn Sisson-Talbert voor Brillstein Entertainment Partners. In oktober 2018 voegde Forest Whitaker zich bij de cast van de film. In april 2019 voegden Keegan-Michael Key, Phylicia Rashad, Anika Noni Rose en Madalen Mills zich bij de cast. In juli 2019 voegde Hugh Bonneville zich bij de cast. In oktober 2020 werd onthuld dat Ricky Martin zich bij de cast voegde.
De muziek van de film bevat nummers van John Legend en Philip Lawrence.
De opnames begonnen in juni 2019 in Norwich.

### Muziek
Alle partituren zijn gecomponeerd door John Debney. De twee belangrijkste nummers van de soundtrack van Jingle Jangle: A Christmas Journey zijn "This Day", uitgevoerd door Usher en Kiana Ledé, die ook werd geleid door Usher die hielp bij de productie van een 'Global Behind the Mic'-versie, uitgevoerd door de internationale voice-overcast van de film in verschillende talen en "Square Root of Possible", uitgevoerd door Madalen Mills, die genoemd en beschouwd werd als een mogelijke kanshebber en werd aangehaald als een voorspelling van een Oscar-nominatie voor de Academy Awards van 2021 voor Beste Originele Nummer door verschillende entertainmentnieuwsartikelen. 
Hoewel het in de vroege tossup-voorspellingen werd overwogen, kondigde de Academy of Motion Picture Arts and Sciences aan dat "Make It Work" op de shortlist stond voor Beste Originele Nummer om te worden gestemd voor een nominatie, evenals voor Beste Originele Score. Echter, elke muzikale selectie die in overweging werd genomen, haalde het niet tot de officiële Oscar-nominaties. Een speciale videoclip en remix van "Square Root of Possible" wordt uitgevoerd door de finalisten van America's Got Talent , het Ndlovu Youth Choir uit Zuid-Afrika, aangeleverd door het Netflix YouTube-kanaal voor Afrika, AfricaonNetflix

## Kinderboek
Na het succes van de speelfilm schreven David E. Talbert en zijn vrouw Lyn Sisson-Talbert in december 2020 een 32 pagina's tellend prentenboek voor kinderen met de titel The Square Root of Possible: A Jingle Jangle Story.